# Řídelov
Řídelov (německy Ridelau) je obec v okrese Jihlava v Kraji Vysočina. Žije zde 84 obyvatel.

## Název
Název se vyvíjel od varianty Rzitlow (1356), v Rzitlowie (1528), z Rzytlowem (1593), za Rzitlowem (1601), Ržittlau (1678), Rzitlow (1718), Rzidlow (1720), Řidelau a Řidelow (1846), Rzidelau a Hřídelov (1872), Řidelov (1881), Rzidelau a Řídelov (1893) až k podobě Řídelov v roce 1924. Původní pojmenování Řitlov vzniklo přidáním přivlastňovací přípony -ov k osobnímu jménu Řitla. Podoba s Řid- se poprvé objevila v roce 1720 varianta Řidel až v 19. století ve snaze zjemnit význam základní slova přikloněním k slovu hřídel.

## Historie
První písemná zmínka o obci pochází z roku 1356 (Rzitlow).
Sbor dobrovolných hasičů založili 27. května 1937 starosta obce František Komín a místní obchodník Jan Maryška, který se stal první starostou sboru. Velitelem byl jmenován Josef Dvořák. V roce 1938 sbor zakoupil čtyřkolovou dvouproudou ruční stříkačku, která se zapojovala do koňského spřežení, a sto metrů hadic za pět tiscí korun. V roce 1949 ruční stříkačku nahradila motorová stříkačka PS6 od firmy Vystřil a syn z Telče. V roce 2013 má sbor 38 členů.

## Přírodní poměry

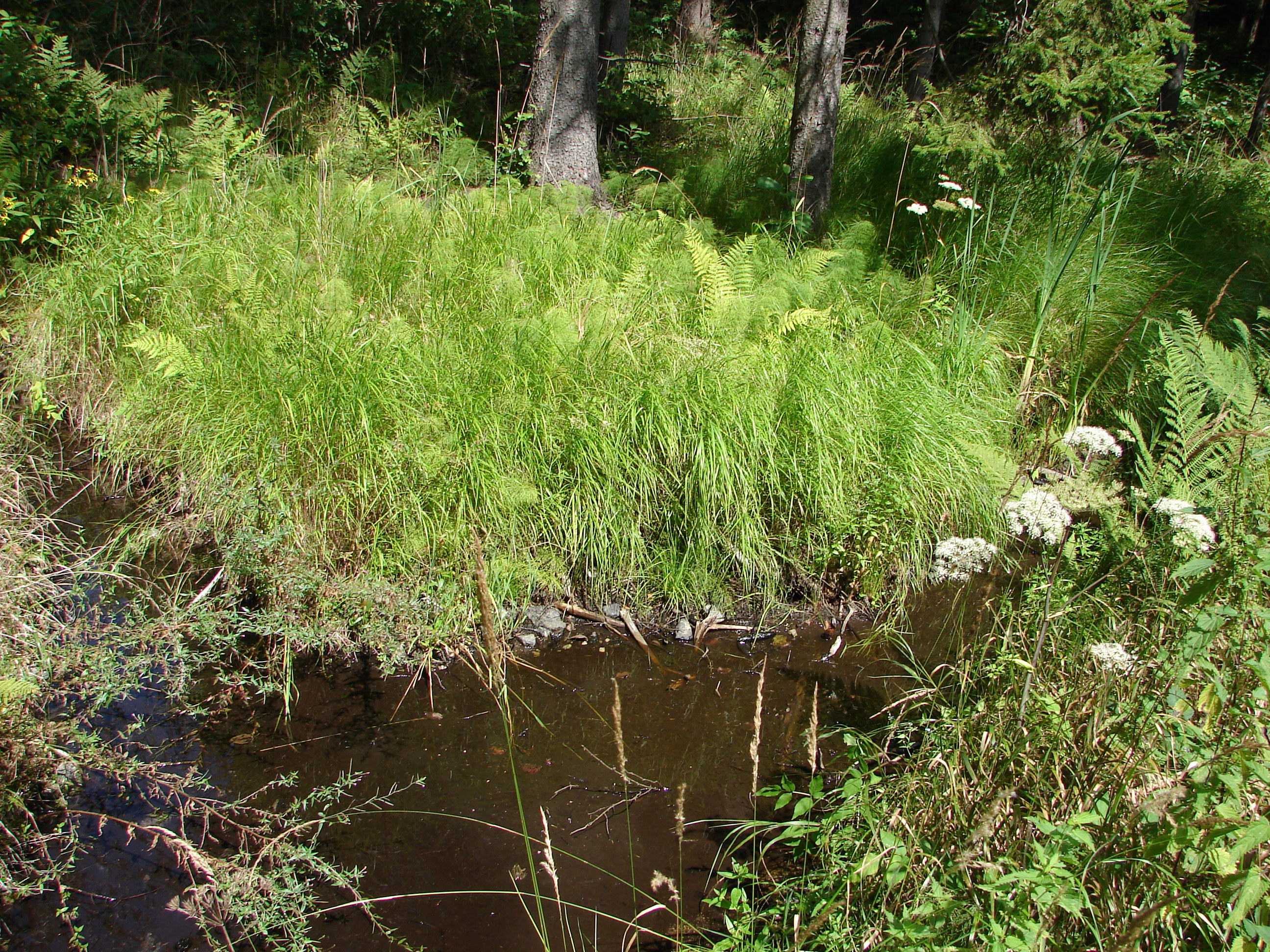
Přírodní památka Lukšovská

Nachází se devět kilometrů jižně od Batelova a 6,5 kilometru severozápadně od Telče. Geomorfologicky obec leží na rozmezí Křižanovské vrchoviny a Javořické vrchoviny a jejich podcelků Brtnická vrchovina a Jihlavské vrchy, v jejichž rámci spadá pod geomorfologické okrsky Třešťská pahorkatina a Řásenská vrchovina. Průměrná nadmořská výška činí 633 metrů. Nejvyšší bod, Řídelovský kopec (713 m n. m.), leží na severozápadní hranici katastru obce. V severní části stojí Farářský kopec (705 metrů) a Farský kopec (669 metrů) a východně od Řídelova Obecní kopec (660 metrů).
Na severním okraji obce se rozkládá Pilný rybník, do kterého se stékají od jihozápadu Javořický potok, který před tím napájí rybníky Velký pařezitý a Plodový, a od severovýchodu Třešťský potok, který přitéká z Malého pařezitého rybníka a pokračuje k východní hranici katastru obce, kde leží rybník Drdák a Šilhan.
Východně od obce poblíž rybníka Šilhán v Roštýnské oboře se rozkládá přírodní památka Šilhánky, kde žije kuňka ohnivá. Další evropsky významná lokalita a přírodní rezervace se nazývá Doupský a Bažantka, která je chráněná pro přirozené eutrofní vodní nádrže s vegetací typu Magnopotamion nebo Hydrocharition a ohrožený rostlinný druh Nuphar pumila. Severozápadně od Řídelova leží přírodní památka Lukšovská.

## Obyvatelstvo
Podle sčítání 1930 zde žilo v 32 domech 174 obyvatel. 174 obyvatel se hlásilo k československé národnosti. Žilo zde 170 římských katolíků a 4 evangelíci.
| Rok            | 1869 | 1880 | 1890 | 1900 | 1910 | 1921 | 1930 | 1950 | 1961 | 1970 | 1980 | 1991 | 2001 | 2011 | 2021 |
| -------------- | ---- | ---- | ---- | ---- | ---- | ---- | ---- | ---- | ---- | ---- | ---- | ---- | ---- | ---- | ---- |
| Počet obyvatel | 179  | 193  | 201  | 199  | 159  | 175  | 174  | 167  | 171  | 149  | 113  | 91   | 87   | 83   | 86   |
| Počet domů     | 18   | 26   | 27   | 29   | 30   | 31   | 32   | 42   | 40   | 38   | 34   | 42   | 44   | 45   | 45   |

## Obecní správa a politika
Obec má sedmičlenné zastupitelstvo, v jehož čele stojí starosta Radek Maryška. Řídelov je členem Mikroregionu Telčsko a místní akční skupiny Mikroregionu Telčsko.
| Období    | Voliči | Účast v % | Mandáty | Výsledky                                           | Starosta           |
| --------- | ------ | --------- | ------- | -------------------------------------------------- | ------------------ |
| 2002–2006 | 61     | 62,30     | 9       | 9 SNK Řídelov                                      | František Ladislav |
| 2006–2007 | 73     | 91,78     | 9       | 6 SNK pro Řídelov 3 SNK-za zlepšení živ.prost.obce | Radek Maryška      |
| 2007–2010 | 74     | 97,30     | 9       | 5 SNK pro Řídelov 4 SNK-za zlepšení ž.prostř.obce  | Radek Maryška      |
| 2010–2014 | 74     | 83,78     | 7       |                                                    | Radek Maryška      |
| 2014–2018 | 78     | 74,36     | 9       |                                                    | Radek Maryška      |

### Obecní symboly
Znak a vlajka byly obci uděleny rozhodnutím předsedy Poslanecké sněmovny Parlamentu České republiky dne 16. července 2014. Znak je tvořen v modrém štítě stříbrné palečné kolo, uprostřed se zlatou růží s červeným semeníkem a zelenými kališními lístky. Vlajka je odvozena ze znaku: tvoří ji modrý list s bílým palečným kolem, uprostřed se žlutou růží s červeným semeníkem a zelenými kališními lístky. Poměr šířky k délce listu je 2:3.

## Hospodářství a doprava
V obci sídlí firma M & M INŽENÝRING, s.r.o, u Řídelova se nachází Ubytovna Pod Roštejnskou oborou. Obcí prochází přibližně severojižním směrem silnice II. třídy č. 112 z Nové Vsi do Vanůvku. na jižním okraji obce z ní odbočuje komunikace III. třídy č. 11260 do Řásné. Dopravní obslužnost zajišťují dopravci ICOM transport, Radek Čech - Autobusová doprava a ČSAD Jindřichův Hradec. Autobusy jezdí ve směrech Dačice, Budeč, Nová Říše, Telč, Řásná, Černíč, Myslůvka, Jihlava, Mrákotín a Jindřichův Hradec. Obcí prochází cyklistická trasa č. 5021 z hradu Roštejn do Řásné.

## Školství, kultura a sport
Místní děti dojíždějí do základních škol v Batelově a Telči. V obci působí Sbor dobrovolných hasičů Řídelov.

## Pamětihodnosti
- Boží muka, směrem k Vanůvku
- Zatopený lom
- Dům čp. 7
- Památný kořen - turistická památka
- Mlýn Drdák
- Mirošovská studánka

## Zajímavosti
- V zatopeném lomu se natáčela filmová pohádka Z pekla štěstí.